# Geestgottberg
Geestgottberg là một đô thị thuộc huyện Stendal, bang Sachsen-Anhalt, Đức. Đô thị Geestgottberg có diện tích 17,14 km², dân số thời điểm ngày 31 tháng 12 năm 2006 là 395 người.